# Élections législatives de 1946 dans le Bas-Rhin
Les élections législatives françaises de 1946 se tiennent le 10 novembre. Ce sont les premières élections législatives de la Quatrième république, après l'adoption lors du référendum du 13 octobre d'une nouvelle constitution.

## Mode de scrutin
L'Assemblée nationale est composée de 618 sièges pourvus au scrutin proportionnel plurinominal suivant la règle de la plus forte moyenne dans le cadre départemental, sans panachage. 
Le vote préférentiel est admis, en inscrivant un numéro d'ordre en face du nom d'un, de plusieurs ou de tous les candidats de la liste. Mais l'ordre ne pourra être modifié que si au moins la moitié des suffrages portés sur la liste est numéroté. Dans les faits les modifications ne dépasseront jamais les 7%.
Dans le département du Bas-Rhin, neuf députés sont à élire, soit un de plus que lors des élections aux constituantes d'octobre 1945 et de juin 1946.

## Élus
| Député sortant         | Parti      | Parti      | Groupe     | Député élu ou réélu    | Parti | Parti | Groupe |
| ---------------------- | ---------- | ---------- | ---------- | ---------------------- | ----- | ----- | ------ |
| Marcel Rosenblatt      |            | PCF        | COM        | Marcel Rosenblatt      |       | PCF   | COM    |
| Marcel-Edmond Naegelen |            | SFIO       | SOC        | Marcel-Edmond Naegelen |       | SFIO  | SOC    |
| Henri Meck             |            | MRP        | MRP        | Henri Meck             |       | MRP   | MRP    |
| Pierre Pflimlin        |            | MRP        | MRP        | Pierre Pflimlin        |       | MRP   | MRP    |
| Joseph Sigrist         |            | MRP        | MRP        | Joseph Sigrist         |       | MRP   | MRP    |
| Albert Schmitt         |            | MRP        | MRP        | Albert Schmitt         |       | MRP   | MRP    |
| Albert Ehm             |            | MRP        | MRP        | Camille Wolff          |       | UDSR  | UDSR   |
| Pierre Clostermann     |            | UDSR       | UDSR       | Pierre Clostermann     |       | UDSR  | UDSR   |
| Siège créé             | Siège créé | Siège créé | Siège créé | Michel Kauffmann       |       | UDSR  | UDSR   |

## Résultats

### Résultats à l'échelle du département
| Parti    | Parti      | Tête de liste          | Résultats | Résultats | Sièges |  |
| Parti    | Parti      | Tête de liste          | Voix      | %         |        |  |
| -------- | ---------- | ---------------------- | --------- | --------- | ------ |  |
|          | MRP        | Henri Meck             | 135 918   | 44,79     | 4 1    |  |
|          | Gaull.-RGR | Pierre Clostermann     | 93 469    | 30,80     | 3 2    |  |
|          | PCF        | Marcel Rosenblatt      | 45 817    | 15,10     | 1      |  |
|          | SFIO       | Marcel-Edmond Naegelen | 28 260    | 9,31      | 1      |  |
|          |            |                        |           |           |        |  |
| Inscrits | Inscrits   | Inscrits               | 435 269   | 100,00    | 9 1    |  |
| Votants  | Votants    | Votants                | 309 693   | 71,15     |        |  |
| Exprimés | Exprimés   | Exprimés               | 303 464   | 97,99     |        |  |